# Iriarteeae
Iriarteeae, tribus palmi, dio potporodice Arecoideae. Sastoji se od pet rodova iz tropske Amerike.
Tipičan je monotipski rod Iriartea iz tropske Amerike.

## Rodovi
1. Dictyocaryum H.Wendl.
2. Iriartea Ruiz & Pav.
3. Iriartella H.Wendl.
4. Socratea H.Karst.
5. Wettinia Poepp. ex Endl.